# Муриковская волость
Муриковская волость — историческая административно-территориальная единица (волость) в составе Волоколамского уезда Московской губернии Российской Империи и РСФСР. Волостное правление располагалось в селе Муриково.
Существовала до 1924 года.
До 2015 года территория Муриковской волости относилась к Шаховскому району Московской области Российской Федерации.

## История
24 марта 1924 года Муриковская волость была упразднена, а её территория включена в состав Судисловской волости.

## Состав

### Сельсоветы
По данным 1921 года в Муриковской волости было 7 сельсоветов: Борисовский, Волочановский, Малинковский, Муриковский, Пановский, Рябинский и Титеевский. В 1924 году путём выделения из Муриковского с/с был образован Пыщеровский с/с.

### Насёленные пункты
Борисовка, Бролино, Варварино, Волочаново, Выдрино, Гаврино, Городково, Дашково, Жилые Горы, Замошье, Княжьи Горы, Кунилово, Лобаново, Малинки, Московкино, Муриково, Обухово, Павловское, Паново, Паршино (ранее — Партино), Пыщерово, Ржище, Рябинки, Софьино, Судислово, Сутоки, Теплухино, Титеево(на р.Рузе), Ховань, поселок Шаховской, Шестаково, Щемелинки, Юрьево.

## Инфраструктура
Личное подсобное хозяйство с зоной сельскохозяйственного использования, индивидуальная застройка усадебного типа.
Под данным 1890 года в селе Муриково размещались волостное правление и земское училище. В селе Волочанка действовала церковно-приходское училище. Квартира полицейского урядника находилась в деревне Жилья-Горы.